# A Garland of Roses, Gathered from the Poems of the Late Rev. John Eagles, M.A.
A Garland of Roses, Gathered from the Poems of the Late Rev. John Eagles, M.A. – tomik angielskiego pastora i poety Johna Eaglesa, opublikowany w 1857 przez Johna Mathewa Gutcha, przyjaciela autora. Zbiorek został przez Gutcha zadedykowany Zoë King, przyjaciółce Johna Eaglesa i edytorce jego wierszy. Dzieli się na cykle Lyrics from the Sketcher, Sonnets, Carmina Lusoria, Translations from Vincent Bourne, Horace in Bristol i Homer’s Hymns.